# Torneo de Newport 2023

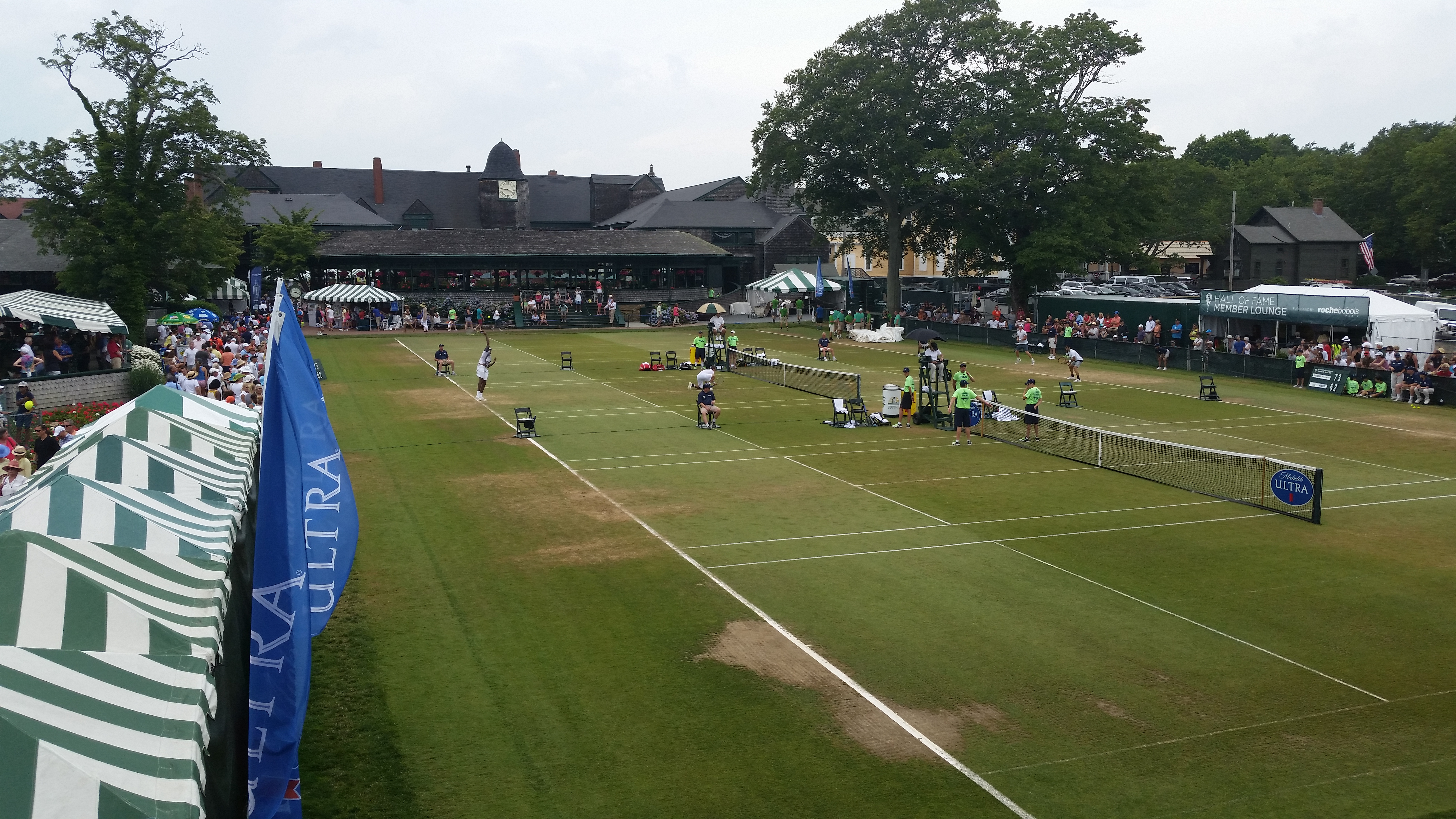

El Hall of Fame Open 2023 fue un torneo de tenis perteneciente al ATP Tour 2023 en la categoría ATP Tour 250. Tuvo lugar en la ciudad de Newport (Estados Unidos), desde el 17 hasta el 23 de julio de 2023 sobre césped.

## Distribución de puntos
| Modalidad            | Campeón | Finalista | Semifinales | Cuartos de final | 2ª ronda | 1ª ronda | Clasificados | 2ª ronda de clasificación | 1ª ronda de clasificación |
| Individual masculino | 250     | 165       | 100         | 50               | 25       | 0        | 13           | 7                         | 0                         |
| Dobles masculino     | 250     | 150       | 90          | 45               | 20       | 0        | -            | -                         | -                         |

## Cabezas de serie

### Individuales masculino
| Tenista            | Ranking | Preclasificados |
| Tommy Paul         | 15      | 1               |
| Adrian Mannarino   | 35      | 2               |
| Ugo Humbert        | 39      | 3               |
| Mackenzie McDonald | 54      | 4               |
| Maxime Cressy      | 58      | 5               |
| Max Purcell        | 64      | 6               |
| Jordan Thompson    | 70      | 7               |
| Corentin Moutet    | 71      | 8               |

- Ranking del 3 de julio de 2023.[2]

### Dobles masculino
| Tenista                           | Ranking | Preclasificado |
| Nathaniel Lammons Jackson Withrow | 73      | 1              |
| Rinky Hijikata Reese Stalder      | 117     | 2              |
| Yuki Bhambri Saketh Myneni        | 134     | 3              |
| Julian Cash Maxime Cressy         | 135     | 4              |

## Campeones

### Individual masculino
Adrian Mannarino venció a  Alex Michelsen por 6-2, 6-4

### Dobles masculino
Nathaniel Lammons /  Jackson Withrow vencieron a  William Blumberg /  Max Purcell por 6-3, 5-7, [10-5]